# Хескет, Кэрн
Кэрн Лоуренс Хескет (англ. Karne L. Hesketh, родился 1 августа 1985 года в Нейпире) — японский и новозеландский регбист, выступающий на позиции винга и центра.

## Биография

### Личная жизнь
Уроженец города Нейпир, имеет маорийские корни. Учился в Нейпирской мужской средней школе. Состоит в отношениях с регбисткой Карлой Хохепа, игроком сборной региона Отаго и команды «Алямбра», а также женской новозеландской сборной.

### Игровая карьера
Окончил университет Отаго, выступал за сборную региона в кубке Mitre 10; от Супер Регби не получил ни одного предложения, вследствие чего решил уехать за границу. С 2010 года выступает в японской Топ-Лиге за «Мунаката Саникс Блюз» из Фукуоки, дебютную игру провёл 4 сентября того же года против «Кока-Кола Ред Спаркс». Прожил три года в Японии, чтобы добиться права выступать за японскую сборную, и 13 ноября 2014 года дебютировал за сборную Японии матчем против Румынии. В 2015 году был включён в заявку сборной Японии перед чемпионатом мира в Англии и сотворил историю в первой же игре против ЮАР: по истечении чистых 80 минут игрового времени в последнем розыгрыше именно Хескет на 4-й минуте добавленного времени занёс попытку и заработал 5 очков, которые принесли японской сборной историческую победу над сборной ЮАР со счётом 34:32.